# Diocesi di Teos

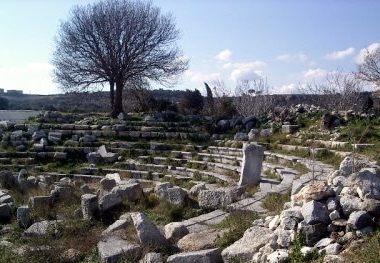
L'odéon di Teos.

La diocesi di Teos (in latino Dioecesis Teiensis) è una sede soppressa del patriarcato di Costantinopoli e una sede titolare della Chiesa cattolica.

## Storia
Teos, identificabile con Sığacık nel distretto di Seferihisar nell'odierna Turchia, è un'antica sede episcopale della provincia romana di Asia nella diocesi civile omonima. Faceva parte del patriarcato di Costantinopoli ed era suffraganea dell'arcidiocesi di Efeso.
Teos fu sede di un'antica comunità cristiana, risalente agli albori del cristianesimo. Infatti agli inizi del II secolo è conosciuto il vescovo Dafno, menzionato sia nella biografia di Policarpo di Smirne che nella lettera ai cristiani di Smirne di Ignazio di Antiochia.
La diocesi è documentata nelle Notitiae Episcopatuum del patriarcato di Costantinopoli fino al XII secolo.
Le Quien attribuisce a Teos, oltre a Dafno, altri quattro vescovi. Massimo avrebbe preso parte al primo concilio ecumenico celebrato a Nicea nel 325; tuttavia nell'edizione delle liste conciliari pubblicata da Gelzer alla fine dell'Ottocento, l'unico vescovo presente a Nicea di nome Massimo era vescovo di Eleuteropoli e non di Teos. Gennadio partecipò al cosiddetto "brigantaggio" di Efeso del 449; non fu presente al concilio di Calcedonia del 451, ma nell'ultima sessione venne rappresentato dal suo metropolita, Stefano di Efeso, il quale firmò gli atti per Gennadio tramite Esperio di Pitane. Gli altri due vescovi menzionati da Le Quien sono Cirillo e Sisinnio, che sarebbe documentati, in epoca incerta, da tradizioni agiografiche di dubbia storicità.
Studi recenti hanno aggiunto altri tre vescovi a quelli menzionati da Le Quien. Stefano prese parte al concilio di Efeso nel 431; altri autori tuttavia attribuiscono questo vescovo alla diocesi di Diu o di Dioshieron. Eugenio fu presente al sinodo riunito a Costantinopoli nel 536 dal patriarca Mena; anche per questo vescovo tuttavia non è chiara la sede di appartenenza, essendo attribuito da altri autori alla diocesi di Tio nel Ponto. Al secondo concilio di Nicea del 787 il vescovo di Teos era assente, o perché impedito a parteciparvi o perché la sede era vacante; al suo posto la diocesi fu rappresentata dal locum tenens Teofilatto, menzionato tuttavia solo nella lista dei vescovi presenti all'apertura del concilio.
Dal XVIII secolo Teos è annoverata tra le sedi vescovili titolari della Chiesa cattolica; la sede è vacante dal 28 dicembre 1996. Il suo ultimo titolare è stato Edward Gerard Hettinger, vescovo ausiliare di Columbus, che tenne il titolo per ben 55 anni. La sede è denominata anche Teja in alcuni Annuari Pontifici del passato.

## Cronotassi

### Vescovi greci
- Dafno † (II secolo)
- Massimo ? † (menzionato nel 325)
- Stefano † (menzionato nel 431)
- Gennadio † (prima del 449 - dopo il 451)
- Eugenio ? † (menzionato nel 536)
- Anonimo † (menzionato nel 787)
- Cirillo ? †
- Sisinnio ? †

### Vescovi titolari
- José Francisco Magdaleno † (15 dicembre 1728 - 24 settembre 1742 nominato vescovo di Coria)
- Paolo Bonavisa † (17 dicembre 1742 - 11 marzo 1743 nominato vescovo di Spoleto)
- Thomas Stritch † (18 dicembre 1743 - prima del 20 febbraio 1745 deceduto)
- Anton Felix Ciurletti † (7 settembre 1744 - 5 gennaio 1755 deceduto)
- Edmund Maria Josef Artz von und zu Vasegg † (28 settembre 1778 - 11 marzo 1805 deceduto)
- Jean Lambert de Hannotte † (26 giugno 1805 - ?)
- Mariano Ortiz Urruela † (25 giugno 1866 - 6 giugno 1873 deceduto)
- Girolamo Volpe † (3 aprile 1876 - 15 luglio 1878 succeduto vescovo di Venosa)
- Tomás Gomes de Almeida † (22 settembre 1879 - 9 agosto 1883 nominato vescovo di Guarda)
- Stanislao Maria de Luca † (24 marzo 1884 - 19 settembre 1888 succeduto vescovo di San Marco e Bisignano)
- Marc Hudrisier, O.F.M.Cap. † (2 settembre 1890 - 21 luglio 1892 nominato vescovo di Port Victoria)
- Henry Hanlon, M.H.M. † (17 luglio 1894 - 18 agosto 1937 deceduto)
- John Baptist Vincent de Paul Wehrle, O.S.B. † (11 dicembre 1939 - 2 novembre 1941 deceduto)
- Edward Gerard Hettinger † (6 dicembre 1941 - 28 dicembre 1996 deceduto)